# Canton de Saint-Avold-2
Le canton de Saint-Avold-2 est un ancien canton français situé dans le département de la Moselle et la région Lorraine.

## Géographie
Ce canton est organisé autour de Saint-Avold dans l'arrondissement de Forbach. Son altitude varie de 209 m (Hombourg-Haut) à 383 m (Saint-Avold) pour une altitude moyenne de 268 m.

## Histoire
Le canton est créé par décret du 24 décembre 1984 scindant en deux le canton de Saint-Avold.
Il est supprimé par le redécoupage cantonal de 2014.

## Représentation
| Période | Période          | Identité            | Étiquette         | Qualité |
| ------- | ---------------- | ------------------- | ----------------- | --- |
| 1985    | 1998             | Armand Nau          | Centriste         | Comptable Maire de Carling (1971-2006) Ancien conseiller général du Canton de Saint-Avold (1976-1985) et du Canton de Saint-Avold-1 (1985) |
| 1998    | 2007 (démission) | André Wojciechowski | UMP-Parti radical | Employé Maire de Saint-Avold Député (2007-2012)                                                                                            |
| 2007    | 2015             | Jean Schuler        | UMP               | Médecin Maire de L'Hôpital (1983-2001) ancien Vice-Président du conseil régional de Lorraine                                               |

## Composition
Le canton de Saint-Avold-2 se composait d’une fraction de la commune de Saint-Avold et de cinq autres communes. Il compte 21 046 habitants (population municipale) au 1er janvier 2012.
| Nom                     | Code Insee | Intercommunalité         | Population (dernière pop. légale)              |
| ----------------------- | ---------- | ------------------------ | ---------------------------------------------- |
| Saint-Avold (chef-lieu) | 57606      | CA Saint-Avold Synergie  | Fraction : 1 357(2012) Commune : 15 875 (2014) |
| Carling                 | 57123      | CA Saint-Avold Synergie  | 3 428 (2014)                                   |
| Hombourg-Haut           | 57332      | CC de Freyming-Merlebach | 6 826 (2014)                                   |
| L'Hôpital               | 57336      | CA Saint-Avold Synergie  | 5 418 (2014)                                   |
| Lachambre               | 57373      | CA Saint-Avold Synergie  | 852 (2014)                                     |
| Macheren                | 57428      | CA Saint-Avold Synergie  | 2 849 (2014)                                   |

## Démographie
| 1962 | 1968 | 1975 | 1982 | 1990 | 1999 | 2009 |
| ---- | ---- | ---- | ---- | ---- | ---- | ---- |
| -    | -    | -    | -    | -    | -    | -    |